# FC Unisport-Auto Chișinău
El FC Unisport-Auto Chișinău fue un equipo de fútbol de Moldavia que jugó en la División Nacional de Moldavia, la primera división de fútbol en el país.

## Historia
Fue fundado en el año 1991 en la capital Chisináu con el nombre Amocom Chisinau, y tuvo varios nombre en su historia:
- 1991: Amocom Chişinău
- 1994: Sportul Studentesc Chişinău
- 1996: Se fusiona con el Universul Truşeni y el Bucuria Chişinău para crear al Unisport Chişinău
- 1999: Se fusiona con el FC Nistru Otaci y forma al Nistru-Unisport Otaci
- 2000: Cancela la fusión y pasa a ser Unisport-Auto Chişinău en la Divizia A (Segunda División)

Tras ser un equipo aficionado en sus primeros años, se fusiona con el Universul Truseni, pasa al profesionalismo y juega por primera vez en la División Nacional de Moldavia, donde en sus primeras tres temporadas terminaba en los lugares de la parte baja de la tabla hasta que en 1999 se fusiona con el FC Nistru Otaci, cediendo su licencia de competición.
El club es refundado un año después tomando el lugar de su equipo filial como parte de la segunda división, logrando tres años después su regreso a la División Nacional de Moldavia luego de ganar en la ronda de playoff, donde permanece por dos temporadas luego de que desciende al perder en la ronda de playoff y más tarde desaparece.

## Temporadas
| Temporada                             | Categoría | Pos. | J  | G  | E | P  | GF | GC | Pts. | Copa |
| ------------------------------------- | --------- | ---- | -- | -- | - | -- | -- | -- | ---- | ---- |
| 1996–97                               | 1º        | 9    | 30 | 12 | 5 | 13 | 40 | 44 | 41   | 1/16 |
| 1997–98                               | 1º        | 7    | 26 | 11 | 5 | 10 | 23 | 32 | 38   | 1/16 |
| 1998–99                               | 1º        | 10   | 18 | 3  | 4 | 11 | 12 | 29 | 13   | 1/16 |
| Licencia en poder del FC Nistru Otaci |           |      |    |    |   |    |    |    |      |      |
| 2000–01                               | 2º        | 9    | 30 | 12 | 4 | 14 | 35 | 44 | 40   | 1/16 |
| 2001–02                               | 2º        | 8    | 30 | 12 | 7 | 11 | 48 | 47 | 43   | 1/16 |
| 2002–03                               | 2º        | 3    | 26 | 17 | 5 | 4  | 44 | 22 | 56   | 1/16 |
| 2003–04                               | 1º        | 7    | 28 | 6  | 5 | 17 | 29 | 52 | 23   | 1/4  |
| 2004–05                               | 1º        | 7    | 28 | 3  | 5 | 20 | 16 | 51 | 14   | 1/16 |